# Ayo (cantante)
Ayo, pseudonimo di Joy Olasunmibo Ogunmakin (Colonia, 14 settembre 1980), è una cantautrice tedesca.
È una solista che produce brani in stile soul-folk-reggae e che ha pubblicato il suo album d'esordio Joyful nel 2006.

## Biografia
Ayo nasce vicino a Colonia il 14 settembre del 1980 da un padre nigeriano e da una madre sinti tedesca. La madre comincia a drogarsi e la bambina è costretta ad andare a vivere col padre, la sorella e due fratelli. In questo periodo, corrispondente alla metà degli anni ottanta, Ayo inizia a suonare il violino, successivamente il pianoforte, ma ben presto si rende conto che lo strumento che la fa veramente sentire a proprio agio è la chitarra. Ayo ha un carattere e abitudini da nomade, ama infatti spostarsi da una parte all'altra del mondo, non riesce ad avere un posto fisso. Per l'appunto inizia una vita tra New York e Parigi, due metropoli che si addicono alla sua personalità musicale. A New York la cantante incontra un produttore che riuscirà a tirarle fuori il meglio; Parigi, invece le comunica un senso di protezione, la fa sentire a casa. Ed è qui che il suo talento comincia a venir fuori. Si esibisce infatti aprendo i concerti di Omar, un cantante britannico, e duetta con Cody Chesnutt, sempre accompagnata dalla sua fedele chitarra. In questo periodo dà alla luce un bambino che chiamerà Nile (Nilo).
Il 2006 è l'anno della svolta: produce il suo primo album. In soli cinque giorni nasce un disco particolare, dal tono apprezzabile e pacato,
Joyful, per così dire, mediterraneo, selvatico. Da questo è stato anche estratto un singolo, Down on My Knees, caratterizzato da un ritmo regolare e semplice.
Alla fine del 2007, Ayo ha iniziato un tour di concerti tra la Germania e gli Stati Uniti. Nel suo tour americano si è esibita con Kenneth "Babyface" Edmonds.
Nel 2008 è uscito il secondo album Gravity at Last, anticipato dal singolo Slow Slow (Run Run).
Il 10 gennaio 2008 è apparsa sul Late Show con David Letterman, e il 26 gennaio 2008 il Late Late Show con Craig Ferguson, eseguendo la canzone Down On My Knees. Nel giugno 2008 la cantante ha iniziato la sua seconda tournée negli Stati Uniti e in Canada.
Il 10 marzo 2008 Ayo ha cominciato a registrare il suo secondo album Gravity At Last alla Compass Point Studios di Nassau sull'isola di New Providence, Bahamas. L'album con 13 brani scritti e composti dalla cantante è stato registrato in soli 5 giorni ed è stato pubblicato alla fine del mese di settembre 2008 dalla Universal Music France. L'album ha raggiunto il numero 1 sulla classifica degli album francesi nel mese di ottobre. Il 21 novembre 2008 Ayo iniziato il suo tour di promozione per l'album di Berlino, che include circa 30 concerti in cinque paesi europei.
Il terzo album di Ayo Billie-Eve, titolo che è anche il nome della figlia, è stato registrato a New York nel 2010, con la collaborazione di musicisti del calibro come Craig Ross (chitarrista di Lenny Kravitz), il rapper Saul Williams, Matthieu Chedid e Gail Ann Dorsey, bassista di David Bowie. L'album è stato pubblicato il 7 marzo 2011 in Francia e Ayo ha iniziato un tour promozionale in Francia e in Polonia il 21 marzo 2011.
Nell'ottobre 2013 pubblica il suo quarto album in studio, Ticket to the World. Il disco, prodotto come i primi due lavori dell'artista da Jay Newland, è anticipato dal singolo Fire, pubblicato nel giugno 2013. Una seconda versione di questo stesso pezzo è stata realizzata col rapper Youssoupha.

## Riconoscimenti
- European Border Breakers Awards 2008
- Globes de Cristal Award 2014 - artista femminile

## Discografia

### Album
- 2006: Joyful
- 2008: Gravity at Last
- 2011: Billie-Eve
- 2013: Ticket to the World
- 2017: Ayọ
- 2020: Royal

### Singoli
- 2006: Down on My Knees (ITA #7)
- 2007: And Its Supposed to Be Love
- 2007: Help Is Coming
- 2007: Life Is Real (primo singolo, ri-edito)
- 2008: Slow Slow (Run, Run)
- 2009: Lonely
- 2011: I'm gonna dance
- 2013: Fire
- 2014: Who
- 2017: I'm a Fool
- 2017: Paname
- 2019: Beautiful
- 2020: Rest assured
- 2021: I'll Be Right Here

## Filmografia
- Ayo Joy (2009) - documentario